# Rifargia notabilis
Rifargia notabilis är en fjärilsart som beskrevs av William Schaus 1906. Rifargia notabilis ingår i släktet Rifargia och familjen tandspinnare. Inga underarter finns listade.